# Gregg Binkley
Gregg Binkley (Topeka, Kansas, 1963. március 20. –) amerikai komikus, színész. Legismertebb szerepei Kenny James A nevem Earl című sitcomban, Barney a Nevelésből elégséges című vígjátéksorozatban és Harold A suttyók visszavágnak 3.: Sutty-utódok című filmben. Saját céggel rendelkezik.

## Élete
Topekában nőtt fel, és a Washburn Rural High School középiskolában tanult. Számtalan ismert sorozatban tűnt fel. Néhány példa: Szívek szállodája, Már megint Malcolm, Varázslók a Waverly helyből stb.

## Magánélete
Feleségét, Tokiko Ohniwát egy színjátszó körben ismerte meg. 2003. május 31-én házasodtak össze. Három gyermekük van. Mike Binkley hírolvasó testvére.

## Fordítás
- Ez a szócikk részben vagy egészben  a   Gregg Binkley című angol Wikipédia-szócikk fordításán alapul.  Az eredeti cikk szerkesztőit annak laptörténete sorolja fel. Ez a jelzés csupán a megfogalmazás eredetét és a szerzői jogokat jelzi, nem szolgál a cikkben szereplő információk forrásmegjelöléseként.